# Лицзинь
Лицзи́нь (кит. упр. 利津, пиньинь Lìjīn) — уезд городского округа Дунъин провинции Шаньдун (КНР).

## История
Эта земля постепенно образовалась в результате отступления моря под воздействием наносов из реки Хуанхэ. При империи Суй был основан посёлок Юнли (永利镇). При империях Тан и Сун он входил в состав уезда Бохай (渤海县), а при чжурчжэньской империи Цзинь в 1193 году стал административным центром отдельного уезда Лицзинь.
Во время войны с японцами восточная часть уезда в 1943 году была выделена в отдельный уезд Кэньли.
В 1950 году был образован Специальный район Хуэйминь (惠民专区), и уезд вошёл в его состав. В 1956 году уезд Кэньли был присоединён к уезду Лицзинь. В 1958 году Специальный район Хуэйминь был объединён с городом Цзыбо в Специальный район Цзыбо (淄博专区), при этом уезд Лицзинь был присоединён к уезду Чжаньхуа. В 1959 году был вновь создан уезд Кэньли. В 1961 году Специальный район Хуэйминь был восстановлен, а уезд Лицзинь вновь выделен из уезда Чжаньхуа.. В 1967 году Специальный район Хуэйминь был переименован в Округ Хуэйминь (惠民地区).
В 1983 году из округа Хуэйминь был выделен городской округ Дунъин, и уезд вошёл в его состав. В 1984 году часть территорий уезда была передана в состав новообразованных городских районов.

## Административное деление
Уезд делится на 2 уличных комитета, 5 посёлков и 2 волости.